# Gabriel Bourgund
Gabriel Bourgund, né le 17 mai 1898 à Langres et décédé le 25 janvier 1993, est un officier général et homme politique français.

## Biographie
Il est résident supérieur de l'administration territoriale de l'Annam en Indochine française.
Il est maire de Rouvres-sur-Aube de 1959 à 1977 et conseiller général du canton de Langres de 1961 à 1992.